# Algeriet i olympiska sommarspelen 2000
Algeriet deltog i de olympiska sommarspelen 2000 med en trupp bestående av 47 deltagare och de tog totalt fem medaljer.

## Medaljer

### Guld
- Nouria Mérah-Benida - Friidrott, 1 500 m

### Silver
- Ali Saïdi-Sief - Friidrott, 5 000 m

### Brons
- Djabir Saïd-Guerni - Friidrott, 800 m
- Abderrahmane Hammad - Friidrott, höjdhopp
- Mohamed Allalou - Boxning, lätt weltervikt

## Bordtennis
| Herrdubbel               |               |                                     |              |
| David Kaci, Farid Oulami |               |                                     |              |
| Kvalomgång               | Förlorade mot | Hugo Hoyama, Carlos Kawai Brasilien | 21-11, 21-16 |

## Boxning
| Lätt flugvikt   |               |                       |       |
| Mebarek Soltani |               |                       |       |
| Sextondelsfinal | Förlorade mot | Liborio Romero Mexiko | 16-15 |

| Flugvikt        |               |                      |       |
| Nacer Keddam    |               |                      |       |
| Sextondelsfinal | Förlorade mot | Andrew Kooner Kanada | 18-11 |

| Bantamvikt      |               |                            |       |
| Hichem Blida    |               |                            |       |
| Sextondelsfinal | Besegrade     | Orlando Cruz Puerto Rico   | 11-10 |
| Åttondelsfinal  | Förlorade mot | Alisher Rahimov Uzbekistan | 17-8  |

| Fjädervikt           |               |                             |      |
| Nouzeddine Medjehoud |               |                             |      |
| Sextondelsfinal      | Förlorade mot | Jeffrey Mathebula Sydafrika | 10-5 |

| Lätt weltervikt |               |                                     |      |
| Mohamed Allalou |               |                                     |      |
| Sextondelsfinal | Besegrade     | Lukáš Konečný Tjeckien              | 17-9 |
| Åttondelsfinal  | Besegrade     | Ben Neequaye Ghana                  | 15-6 |
| Kvartsfinal     | Besegrade     | Sven Paris Italien                  | 22-8 |
| Semifinal       | Förlorade mot | Muhammadqodir Abdullayev Uzbekistan | 20-7 |
| Brons           |               |                                     |      |

| Mellanvikt      |               |                         |      |
| Abdelhani Kinzi |               |                         |      |
| Sextondelsfinal | Förlorade mot | Adrian Diaconu Rumänien | 19-9 |

| Tungvikt        |               |                          |       |
| Mohamed Azzaoui |               |                          |       |
| Sextondelsfinal | Bye           |                          |       |
| Åttondelsfinal  | Förlorade mot | Jackson Chanet Frankrike | 22-21 |

## Brottning
| Grekisk-romersk stil, herrar 63 kg |               |                             |                              |
| Yassine Djakrir                    |               |                             |                              |
| Grupp                              | Förlorade mot | Mkkhitar Manukyan Kazakstan | 11-0, 4-0 Stor överlägsenhet |
| Grupp                              | Förlorade mot | Gurbinder Singh Indien      | 3-0, 3-0 Beslut efter poäng  |
| Grupp                              | Förlorade mot | Juan Luis Maren Kuba        | 4-1, 3-1 Beslut efter poäng  |

| Grekisk-romersk stil, herrar 76 kg |               |                               |                             |
| Kader Slila                        |               |                               |                             |
| Grupp                              | Förlorade mot | Evgeniy Erofaylov Uzbekistan  | 6-0, 3-0 Beslut efter poäng |
| Grupp                              | Förlorade mot | Matt James Lindland USA       | 6-0, 4-0 Beslut efter poäng |
| Grupp                              | Förlorade mot | Tarieli Melelashvili Georgien | 0-0, 4-0 Beslut efter poäng |

## Friidrott

### Herrar
Herrarnas 400 meter
| Namn          | Omgång 1 | Omgång 2 | Semifinal | Final | Placering |
| ------------- | -------- | -------- | --------- | ----- | --------- |
| Malik Louahla | 46,06    | -        | -         | -     | -         |

Herrarnas 800 meter
| Namn               | Omgång 1 | Semifinal | Final   | Placering |
| ------------------ | -------- | --------- | ------- | --------- |
| Djabir Saïd-Guerni | 1:47,95  | 1:44,19   | 1:45,16 | Brons     |
| Adam Hecini        | 1:47,62  | 1:45,08   | -       | -         |

Herrarnas 1 500 meter
| Namn               | Omgång 1 | Semifinal | Final | Placering |
| ------------------ | -------- | --------- | ----- | --------- |
| Noureddine Morceli | 3:38,41  | 4:00,78   | -     | -         |
| Kamel Boulahfane   | 3:39,01  | 3:43,98   | -     | -         |
| Mohamed Khaldi     | 3:41,16  | -         | -     | -         |

Herrarnas 5 000 meter
| Namn           | Omgång 1 | Final    | Placering  |
| -------------- | -------- | -------- | ---------- |
| Ali Saïdi-Sief | 13:29,24 | 13:36,20 | Silver     |
| Reda Benzine   | 13:23,10 | 13:40,95 | 11:e plats |

Herrarnas 10 000 meter
| Namn            | Omgång 1 | Final    | Placering  |
| --------------- | -------- | -------- | ---------- |
| Samir Moussaoui | 28:08,22 | 28:17,25 | 16:e plats |

Herrarnas 400 meter häck
| Namn                                                       | Omgång 1         | Semifinal | Final | Placering |
| ---------------------------------------------------------- | ---------------- | --------- | ----- | --------- |
| Adam Hecini, Samir Louahala, Malik Louahla, Kamel Talhaoui | Diskvalificerade | -         | -     | -         |

Herrarnas 3 000 meter hinder
| Namn              | Omgång 1 | Final   | Placering  |
| ----------------- | -------- | ------- | ---------- |
| Laid Bessou       | 8:21,14  | 8:33,07 | 11:e plats |
| Mourad Benslimani | 8:59,07  | -       | -          |

Herrarnas 20 kilometer gång
| Namn            | Final   | Placering  |
| --------------- | ------- | ---------- |
| Moussa Aouanouk | 1:25:04 | 23:e plats |

Herrarnas maraton
| Namn        | Final   | Placering  |
| ----------- | ------- | ---------- |
| Kamal Kohil | 2:17:46 | 23:e plats |

Herrarnas höjdhopp
| Namn                | Kval | Final | Placering |
| ------------------- | ---- | ----- | --------- |
| Abderrahmane Hammad | 2,27 | 2,32  | Brons     |

### Damer
Damernas 1 500 meter
| Namn                | Omgång 1 | Semifinal | Final   | Placering |
| ------------------- | -------- | --------- | ------- | --------- |
| Nouria Merah-Benida | 4:10,24  | 4:05,24   | 4:05,10 | Guld      |

Damernas 10 000 meter
| Namn           | Omgång 1 | Final | Placering |
| -------------- | -------- | ----- | --------- |
| Nasria Baghdad | 35:31,53 | -     | -         |

Damernas 20 kilometer gång
| Namn          | Final   | Placering  |
| ------------- | ------- | ---------- |
| Bahia Boussad | 1:52,50 | 45:e plats |

Damernas tresteg
| Namn         | Kval  | Final | Placering |
| ------------ | ----- | ----- | --------- |
| Baya Rahouli | 13,98 | 14,17 | 5:e plats |

Damernas sjukamp
| Gren       | Tid / poäng    |
| ---------- | -------------- |
|            | Yasmina Azzizi |
| 100 m häck | 13,64          |
| Höjdhopp   | 1,60           |
| Kula       | 14,17          |
| 200 m      | 24,59          |
| Längd      | 5,88           |
| Spjut      | 46,28          |
| 800 m      | 2:21,82        |
| Poäng      | 5896           |
| Placering  | 17:e plats     |

## Fäktning
| Florett, damer               |               |                 |      |
| Wassila Rédouane-Saïd-Guerni |               |                 |      |
| 32-delsfinal                 | Förlorade mot | Yuko Arai Japan | 15-3 |

| Värja, damer |               |                    |     |
| Zahra Gamir  |               |                    |     |
| 32-delsfinal | Förlorade mot | Arlene Stevens USA | 5-2 |

## Judo
| Herrarnas extra lättvikt (-60 kg) |               |                                             |
| Omar Rebahi                       |               |                                             |
| Omgång 1                          | Besegrade     | Juan Carlos Jacinto Dominikanska republiken |
| Omgång 2                          | Förlorade mot | Alisher Mukhtarov Uzbekistan                |
| Återkval                          | Besegrade     | Francis Labrosse Seychellerna               |
| Återkval                          | Förlorade mot | Elchin Ismayilov Azerbajdzjan               |

| Herrarnas halv lättvikt (-66 kg) |               |                  |
| Amar Meridja                     |               |                  |
| Omgång 1                         | Förlorade mot | Alex Ottiano USA |

| Herrarnas lättvikt (-73 kg) |               |                            |
| Noureddine Yagoubi          |               |                            |
| Omgång 1                    | Besegrade     | Kouami Sacha Denanyoh Togo |
| Omgång 2                    | Förlorade mot | Tiago Camilo Brasilien     |
| Återkval                    | Besegrade     | Gil Offer Israel           |
| Återkval                    | Förlorade mot | Michel Almeida Portugal    |

| Herrarnas mellanvikt (-90 kg) |               |                           |
| Khaled Meddah                 |               |                           |
| Omgång 1                      | Förlorade mot | Skander Hachicha Tunisien |

| Herrarnas halv tungvikt (-100 kg) |               |                             |
| Sami Belgroun                     |               |                             |
| Omgång 1                          | Besegrade     | Sung-Ho Jang Sydkorea       |
| Omgång 2                          | Förlorade mot | Stéphane Traineau Frankrike |
| Återkval                          | Förlorade mot | Iouri Stepkine Ryssland     |

| Herrarnas tungvikt (+100 kg) |               |                            |
| Mohamed Bouaichaoui          |               |                            |
| Omgång 1                     | Förlorade mot | Daniel Hernandes Brasilien |

| Damernas halv lättvikt (-52 kg) |               |                            |
| Salima Souakri                  |               |                            |
| Omgång 1                        | Besegrade     | Inge Clement Belize        |
| Omgång 2                        | Besegrade     | Isabelle Schmutz Schweiz   |
| Kvartsfinal                     | Förlorade mot | Noriko Narazaki Japan      |
| Återkval                        | Besegrade     | Luce Baillargeon Kanada    |
| Återkval                        | Förlorade mot | Ioana Maria Dinea Rumänien |
| 7:e plats                       |               |                            |

## Rodd
Herrarnas singelsculler
|              | Heat        | Heat      | Heat      | Återkval | Återkval | Återkval  |                   |
| ------------ | ----------- | --------- | --------- | -------- | -------- | --------- | ----------------- |
| Namn         | Heat        | Tid       | Placering | Heat     | Tid      | Placering |                   |
| Rafik Amrane | 3           | 7:44,48   | 5         | 4        | 7:42,17  | 4         |                   |
|              | Semifinal   | Semifinal | Semifinal | Final    | Final    | Final     |                   |
|              | Heat        | Tid       | Placering | Heat     | Tid      | Placering | Slutlig placering |
|              | Semifinal D | 7:38,51   | 4         | Final D  | 7:35,66  | 3         | 21:a plats        |

Damernas singelsculler
|               | Heat        | Heat      | Heat      | Återkval | Återkval | Återkval  |                   |
| ------------- | ----------- | --------- | --------- | -------- | -------- | --------- | ----------------- |
| Namn          | Heat        | Tid       | Placering | Heat     | Tid      | Placering |                   |
| Samia Hireche | 2           | 8:28,65   | 5         | 4        | 8:21,67  | 4         |                   |
|               | Semifinal   | Semifinal | Semifinal | Final    | Final    | Final     |                   |
|               | Heat        | Tid       | Placering | Heat     | Tid      | Placering | Slutlig placering |
|               | Semifinal D | 8:18,16   | 4         | Final C  | 8:12,89  | 5         | 17:e plats        |